# Almak (BFM)
L’Almak est un navire-école civil français destiné à la formation d'élèves officiers de marines étrangères.

## Conception
L’Almak est un navire de formation maritime. Il adopte le design du P43, l’un des nouveaux concepts de patrouilleur développés par les chantiers Piriou. C'est une commande de Défense conseil international (DCI), l'organisme de collaboration des armées françaises avec les nations amies. Il est destiné à être utilisé avec des élèves officiers étrangers suivant une formation dispensée par DCI Navfco. Il doit permettre à DCI de répondre à l’augmentation du nombre d’élèves étrangers formés en France. Construit à Concarneau par les chantiers Piriou, la première tôle a été posée en septembre 2012. Le navire est mis à l'eau en juillet 2013 et livré en septembre 2013 à navOcéan, filiale de DCI et Piriou, chargée de son exploitation.
L’Almak dispose d’une passerelle offrant une vision sur 360°. Les équipements de navigation, notamment le radar et la cartographie synthétique, sont adaptés à la formation des élèves officiers. Le tirant d’eau, de 3,1 mètres, est lui aussi adapté à l’apprentissage et facilite la navigation en zone côtière. Le navire mesure 44 mètres de long pour une largeur de 9,6 mètres. Il est armé par un équipage de 8 marins et embarque un instructeur et 16 élèves.
L’Almak dispose de deux moteurs de 662 kW avec 2 lignes d’arbres et 2 hélices à pas variable (HPV) et peut atteindre la vitesse de 12 nœuds. Il dispose d'une autonomie de 10 jours de navigations à 10 nœuds. Ce sont aussi les chantiers Piriou qui participent à son exploitation via navOcean, qui se chargera de la maintenance de l’Almak à Concarneau.
Le nom du navire fait référence à une étoile située dans la constellation d'Andromède.

## Histoire et Service
L’Almak embarquera en formation une douzaine d’élèves officiers des marines saoudienne, koweïtienne, libyenne ou qatarie et devra pourvoir effectuer 35 à 40 semaines de navigation par an. Le navire peut également servir à l’accueil de plongeurs stagiaires, à des missions de surveillance et des expérimentations d’équipements en condition de navigation à la mer.
Dans un premier temps, l’Almak opérera depuis Brest et servira notamment aux cadets koweïtiens présents à l’École navale de Lanvéoc-Poulmic dans le cadre du programme CENOE (Cours de l’école navale pour officiers étrangers). La mise en service du navire interviendra en complément des moyens de la Marine nationale.